# August Mikkelsen
August Mikkelsen, né le 24 octobre 2000 à Tromsø en Norvège, est un footballeur norvégien qui évolue au poste de milieu offensif au FK Bodø/Glimt.

## Biographie

### En club
Né à Tromsø en Norvège August Mikkelsen est formé par le Tromsdalen UIL puis au Tromsø IL. En juillet 2018 il est prêté à son ancien club, le Tromsdalen UIL, où il commence sa carrière. Il joue son premier match en professionnel le 5 août 2018 lors d'une rencontre de deuxième division norvégienne face au Notodden FK. Il entre en jeu et son équipe s'impose par quatre buts à deux.
Il fait ensuite son retour au Tromsø IL et joue son premier match avec ce club lors d'une rencontre d'Eliteserien, le 12 mai 2019, contre l'Odds BK. Il entre en jeu lors de cette rencontre perdue par son équipe (1-2 score final). Il inscrit son premier but le 22 mai suivant, à l'occasion d'une rencontre de coupe de Norvège face au Melbo IL. Il est titularisé et son équipe l'emporte par deux buts à un.
Mikkelsen réalise son premier doublé en professionnel le 24 juillet 2021, lors d'une rencontre de coupe de Norvège contre le Skanland OIF. Titularisé ce jour-là, il participe à la large victoire de son équipe avec ses deux buts (0-11 score final).
Lors de la saison 2022, Mikkelsen se fait notamment remarquer le 28 août 2022 contre le Rosenborg BK en réalisant son premier doublé en championnat. Auteur de l'ouverture du score ce jour-là, il est également celui qui donne la victoire de son équipe en inscrivant le dernier but des siens dans le temps additionnel de la deuxième période (4-3 score final),.
Le 25 janvier 2023, August Mikkelsen rejoint la Suède afin de s'engager en faveur de l'Hammarby IF. Il signe un contrat courant jusqu'en décembre 2027,,.
Mikkelsen inscrit son premier but pour Hammarby le 14 mai 2023, lors d'une rencontre de championnat face au Djurgårdens IF. Il est titularisé et participe à la victoire de son équipe par quatre buts à trois,.
Le 24 mars 2024, Auust Mikkelsen fait son retour en Norvège en s'engageant avec le FK Bodø/Glimt pour un contrat courant jusqu'en décembre 2027.

### En sélection
August Mikkelsen représente l'équipe de Norvège des moins de 19 ans à deux reprises en 2019.
En septembre 2022, August Mikkelsen récompensé de ses prestations avec le Tromsø IL en étant appelé pour la première fois avec l'équipe de Norvège espoirs, mais il doit finalement déclarer forfait en raison d'une blessure.

## Statistiques
| Saison                | Club                  | Championnat           | Championnat | Championnat | Coupe(s) nationale(s) | Coupe(s) nationale(s) | Supercoupe | Supercoupe | Compétition(s) continentale(s) | Compétition(s) continentale(s) | Compétition(s) continentale(s) | Total | Total |
| Saison                | Club                  | Division              | M.          | B.          | M.                    | B.                    | M.         | B.         | Comp.                          | M.                             | B.                             | M.    | B.    |
| 2018                  | Tromsdalen UIL        | OBOS-ligaen           | 3           | 0           | -                     | -                     | -          | -          | -                              | -                              | -                              | 3     | 0     |
| Sous-total            | Sous-total            | Sous-total            | 3           | 0           | -                     | -                     | -          | -          | -                              | -                              | -                              | 3     | 0     |
| 2019                  | Tromsø IL             | Eliteserien           | 2           | 0           | 1                     | 1                     | -          | -          | -                              | -                              | -                              | 3     | 1     |
| 2020                  | Tromsø IL             | OBOS-ligaen           | 13          | 0           | -                     | -                     | -          | -          | -                              | -                              | -                              | 13    | 0     |
| 2021                  | Tromsø IL             | Eliteserien           | 27          | 8           | 2                     | 2                     | -          | -          | -                              | -                              | -                              | 29    | 10    |
| 2022                  | Tromsø IL             | Eliteserien           | 26          | 7           | 1                     | 0                     | -          | -          | -                              | -                              | -                              | 27    | 7     |
| Sous-total            | Sous-total            | Sous-total            | 68          | 15          | 4                     | 3                     | -          | -          | -                              | -                              | -                              | 72    | 18    |
| 2023                  | Hammarby IF           | Allsvenskan           | 20          | 1           | 1                     | 0                     | -          | -          | C4                             | 1                              | 0                              | 22    | 1     |
| Sous-total            | Sous-total            | Sous-total            | 20          | 1           | 1                     | 0                     | -          | -          | -                              | 1                              | 0                              | 22    | 1     |
| Total sur la carrière | Total sur la carrière | Total sur la carrière | 91          | 16          | 5                     | 3                     | -          | -          | -                              | 1                              | 0                              | 97    | 19    |